# Jonathan Monsalve
Jonathan Alejandro Monsalve Pertsinidis (Venezuela, 28 giugno 1989) è un ciclista su strada venezuelano che corre per il Tianyoude Hotel Cycling Team. Ha caratteristiche di scalatore, ed è professionista dal 2011.

## Carriera
Dopo aver ottenuto diversi successi da dilettante, tra i quali due campionati venezuelani under-23 e una tappa al Girobio, passa professionista nel 2011 con l'Androni Giocattoli-Serramenti PVC Diquigiovanni di Gianni Savio, aggiudicandosi nello stesso anno la classifica generale del Tour de Langkawi. Dal 2013 al 2015 corre alla corte di Luca Scinto nel team Southeast (ex Vini Fantini/Yellow Fluo/Neri Sottoli), vincendo, nel 2014, la classifica scalatori al Giro del Trentino, e partecipando, nel 2014 e 2015, a due edizioni del Giro d'Italia.
Nel 2016, scaduto il contratto con Scinto, torna in patria, nel Táchira, per gareggiare con il team non-UCI JHS Aves-Intac: in stagione vince la Vuelta a Venezuela e, in rappresentanza del suo paese, partecipa alla corsa in linea dei Giochi olimpici a Rio de Janeiro, senza però portarla a termine.
Nel 2017, passato a vestire la maglia del team cinese Qinghai Tianyoude, si aggiudica la classifica generale del Tour of Qinghai Lake. Nel 2019 viene trovato positivo a sostanze dopanti in due controlli, uno effettuato il 21 luglio al Tour of Qinghai Lake, e uno il 18 settembre; viene per questo squalificato dall'Unione Ciclistica Internazionale per quattro anni, fino al 20 luglio 2023. Concluse la squalifica rientra alle corse con il Tianyoude Hotel Cycling Team.

## Palmarès
- 2009 (Mastromarco-Chianti Sensi-Mapooro, tre vittorie)

3ª tappa Vuelta al Táchira (Barinitas > Barinitas)
12ª tappa Vuelta al Táchira (Circuito Ciudad de San Cristóbal)
Campionati venezuelani, Prova in linea Under-23
- 2010 (Mastromarco-Chianti Sensi-Benedetti-NGC, quattro vittorie)

7ª tappa Vuelta al Táchira (Seboruco > San Juan de Colón)
Campionati venezuelani, Prova in linea Under-23
8ª tappa Girobio (Faenza > Vitolini)
2ª tappa Giro della Valle d'Aosta (Morgex > Morgex)
- 2011 (Androni Giocattoli-Serramenti PVC Diquigiovanni, due vittorie)

5ª tappa Tour de Langkawi (Tapah > Genting Highlands)
Classifica generale Tour de Langkawi
- 2014 (Yellow Fluo/Neri Sottoli, una vittoria)

3ª tappa Vuelta a Venezuela (Trujillo > Barquisimeto)
- 2015 (Southeast, una vittoria)

10ª tappa Vuelta al Táchira (San Cristóbal > San Cristóbal)
- 2016 (JHS Aves-Intac, due vittorie)

2ª tappa Vuelta a Venezuela (Peribeca > Santa Barbera de Barinas)
Classifica generale Vuelta a Venezuela
- 2017 (JHS Aves-Intac, una vittoria/Qinghai Tianyoude, tre vittorie)

3ª tappa Vuelta al Táchira (San Cristóbal > San Cristóbal)
Classifica generale Tour of Qinghai Lake
1ª tappa Vuelta a Venezuela (Valera > Timotes) (in maglia Táchira)
5ª tappa Tour de Singkarak (Kota Solok > Solok Selatan)
- 2018 (Qinghai Tianyoude, una vittoria)

10ª tappa Vuelta al Táchira (San Cristóbal > San Cristóbal) (in maglia Venezuela País de Futuro)
- 2019 (Tianyoude Hotel, una vittoria)

4ª tappa Vuelta al Táchira (San Félix > Santa Cruz de Mora) (in maglia Venezuela País de Futuro)

### Altri successi
- 2009 (Mastromarco-Chianti Sensi-Mapooro)

Classifica a punti Vuelta al Táchira
Classifica combinata Vuelta al Táchira
- 2011 (Androni Giocattoli-Serramenti PVC Diquigiovanni)

Classifica scalatori Tour de Langkawi
- 2014 (Yellow Fluo/Neri Sottoli)

Classifica scalatori Giro del Trentino
- 2016 (JHS Aves-Intac)

Classifica a punti Vuelta a Venezuela
- 2017 (JHS Aves-Intac)

Classifica a punti Vuelta al Táchira

## Piazzamenti

### Grandi Giri
- Giro d'Italia

2014: 66º
2015: 30º

### Classiche monumento
- Milano-Sanremo

2013: ritirato
- Giro di Lombardia

2014: ritirato

### Competizioni mondiali
- Campionato del mondo

Aguascalientes 2007 - In linea Juniores: 75º
Varese 2008 - In linea Under-23: ritirato
Mendrisio 2009 - In linea Under-23: ritirato
Geelong 2010 - In linea Under-23: 19º
Limburgo 2012 - In linea Elite: ritirato
Toscana 2013 - In linea Elite: ritirato
Ponferrada 2014 - In linea Elite: 76º
- Giochi olimpici

Rio de Janeiro 2016 - In linea: ritirato
Rio de Janeiro 2016 - Cronometro: non partito